# A Asa Esquerda do Anjo
A Asa Esquerda do Anjo é um romance de Lya Luft, escrito em 1981.

## Enredo
Gisela Wolf narra as opressões que viveu dentro de sua família de origem alemã, em uma pequena cidade do sul do Brasil. Filha de um alemão e de uma brasileira, ela cresce sentindo temor de sua avó paterna, a autoridade máxima da família, que impõe rigidamente a seus parentes valores germânicos e censura quaisquer outros. Na escola, Gisela é chamada de nazista pelos colegas. Em casa, ela se sente inferior a sua prima Anemarie, a neta preferida. Relata então profundas reflexões a cerca da condição humana. Ao se tornar adulta, Gisela decide buscar sua verdadeira identidade.